# Hypergami
Hypergami (från grekiskans ὑπέρ, hyper, "över", och γάμος, gamos, "äktenskap") är en term som används inom etnologi och sociologi för att beskriva den praxis, eller den person – oftast en kvinna – som gifter sig med en man över sitt eget stånd, kast eller statusmässiga position. Motsatsen till hypergami benämns hypogami. 